# Indukcijski zakon
Indúkcijski zákon (tudi Faradayev zákon [fêradejev ~] v fiziki pravi, da je pri elektromagnetni indukciji inducirana napetost Ui v zaključeni zanki premo sorazmerna hitrosti spreminjanja magnetnega pretoka Φm skozi površino te zanke:
{\displaystyle U_{i}=\oint \mathbf {E} \cdot \mathrm {d} \mathbf {s} =-{\frac {\mathrm {d} \Phi _{\mathrm {m} }}{\mathrm {d} t}}\!\,.}
Pri tem je E jakost induciranega električnega polja v vodniku, ds pa neskončno majhen premik vzdolž zanke.
Predznak inducirane napetosti razlaga Lenzovo pravilo, po katerem se v zanki inducirani tok, ki skuša zaradi lastne indukcije s svojim magnetnim poljem nasprotovati spremembi, ki ga je povzročila.
Indukcijski zakon predstavlja eno od Maxwellovih enačb.
Zakon nosi ime po angleškem fiziku Michaelu Faradayu, ki ga je leta 1831 prvi podal v matematični obliki.